# 三浦正雄
三浦 正雄（みうら まさお、カザフ語: Масао Миура、1932年- 2022年1月19日）は、旧ソ連カザフスタン抑留者。
日本・カザフスタン・キルギスタン合同製作映画「ちっちゃいサムライ 三浦正雄の子供時代」の主人公。
樺太出身。

## 人物
樺太（現・サハリン）能登呂村大吠に生まれる。その後、父親は再婚のため別居。兄弟が出征した後のち自宅に1人残される。
1945年
終戦を迎えた後に、父親の友人と共に北海道へ渡る。
1946年
7月、小舟で樺太へ向かいソ連軍に捕まり１年半の刑を受ける。
1947年
出獄後、アルマ・アタ（現・カザフスタンのアルマトイ）で3年間の強制労働。その後帰国が許されず、漁師の後、トラクターの技師になる。
1964年
ドイツ系の女性と結婚。猟などで生計を立てカザフスタンで最高位の国家資格を持つ漁師となる。
2002年
永住帰国を果たす。

## 関連作品
- 映画 ちっちゃいサムライ　三浦正雄の子供時代